# 杉原重政
杉原 重政（すぎはら しげまさ、生年不詳 - 慶長7年（1602年）？）は、戦国時代の武将。通称は紀伊守。名は重治とも。

## 生涯
出自については不明であるが、小早川秀秋に仕え、慶長6年（1601年）岡山城に入るとともに藩政の補佐に当たるようになる。しかし間もなく秀秋の乱行が目立ってくると、同じく小早川家臣の稲葉通政らとともに諫言するも逆に怒りを買い、村山越中（1563〜1617）によって上意討ちにされた。なおこれによって五人の家老のうち同じく秀秋を諫言した通政や松野道円、徳川家康からの付家老である滝川出雲は出奔する事となった。
なおその後の越中の人生であるが、岡山城の金蔵から金を盗んで慶長6年（1601年）に出奔し、3年後に池田忠継に仕えたが、元和2年（1616年）に私闘で殺人を犯したため池田家を去り加賀前田家に仕えた。
しかし殺人はしなかったものの争いが絶えなかったため、当主前田利常により元和3年（1617年）の夏に暇を出され、備中松山の友人に会うため秋頃旅に出た。
備中まで着き、高梁川の河原で休憩しているときに、父の死後家を出て復讐のためひたすら修行していた重政の息子の重季（1577〜？）に真剣勝負を挑まれ、呆気なく首を斬られた。